# Manuel Bennett
Manuel Bennett (Filadelfia, 13 de octubre de 1921-17 de junio de 2022) fue un artista estadounidense.

## Biografía
Nació en Filadelfia, Pensilvania, el 13 de octubre de 1921. Se mudó a Ciudad de México, México, en 1951 bajo el Montgomery GI Bill para estudiar en la Escuela Nacional de Pintura, Escultura y Grabado "La Esmeralda" con los muralistas Diego Rivera y David Alfaro Siqueiros, el paisajista Dr. Atl y el escultor Francisco Zúñiga.
Siguiendo la tradición del Taller de Gráfica Popular, Bennett produjo principalmente grabados litográficos, aunque también produjo esculturas, que se pueden encontrar en la colección del Museo de la Universidad Yeshiva.
Al principio de su carrera, Bennett desempeñó un papel importante en la publicación de los manuscritos mixtecos del Códice Bodley, proporcionando toda la separación de colores y la captura necesaria para reproducir la pieza antigua.
Bennett produjo arte público para las ciudades de Encinitas, El Paso, Irvine, Hondo e Hiroshima. También donó esculturas para premios humanitarios, incluida la Asociación Estadounidense del Corazón.
Bennett sirvió en el Ejército de los Estados Unidos durante la Segunda Guerra Mundial. Falleció el 17 de junio de 2022, a la edad de 100 años.